# Marko Vukčević
Marko Vukčević, född 8 november 1979 i Titograd, nuvarande Podgorica, är en montenegrinsk rocksångare.
Som barn fick Vukčević musikundervisning och spelade fiol, piano och gitarr. Hans första framträdande var med musikgruppen Evropa i Serbien och Montenegros uttagning till Eurovision Song Contest 2004. De framförde bidraget bidraget Evropa och kom på 5:e plats. Han deltog igen i uttagningen året därpå som soloartist och kom på 6:e plats med bidraget Govor tijela. Låten blev en hit i Montenegro. Han deltog sedan i Montenegros första uttagning som självständigt land 2007 med bidraget Svaki put me tebi vodi (3:e plats).
Vukčević släppte sitt debutalbum Suza od stakla 2012. Han har samarbetat med artister som Saša Vasić, Sergej Ćetković, Slaven Knezović, och Bojan Jovović.

## Diskografi
- Suza od stakla (2012)